# Repulse
Repulse (リパルス?) è un videogioco arcade di tipo sparatutto, distribuito da SEGA nel 1985. Sviluppato da Crux e Kyugo, venne ripubblicato da Proma con il titolo '99: The Last War. Esiste inoltre un bootleg del gioco denominato Son of Phoenix.

## Trama
Il videogioco, ambientato nel 1999, prende le mosse dal tentativo di conquistare la Terra da parte della potenza aliena Aquila.

## Modalità di gioco
Con una navicella spaziale, il giocatore dovrà distruggere nemici robotici e astronavi. Al termine di ogni fase (eccetto la prima), il giocatore deve sconfiggere un'enorme astronave spaziale. La navicella del giocatore ha un limitato campo di forza capace di resistere a certi tipi di attacchi. Durante il gioco, è possibile ottenere potenziamenti, come elicotteri alleati o colpi più potenti.